# پیوند (مجموعه تلویزیونی)
پیوند یک مجموعه تلویزیونی محصول سال ۱۳۴۸–۱۳۴۶ به کارگردانی، نویسندگی نصرت کریمی و تهیه‌کنندگی می‌باشد که از تلویزیون ملی ایران پخش شد.

## بازیگران
- نصرت کریمی
- مسعود اسداللهی
- ثریا قاسمی[۴]